# Bran (Rumania)
Bran es una pequeña ciudad situada en Transilvania, junto a la frontera con Valaquia (actualmente, Rumania) en plenos Cárpatos Transilvanos.
Destacable es el castillo de Bran (en rumano Castelul Bran), también conocido popularmente en ámbitos turísticos como Castillo de Drácula. En realidad, no fue construido por Vlad Draculea, pero se cree que pasó en él unos días en su camino a prisión en Budapest.

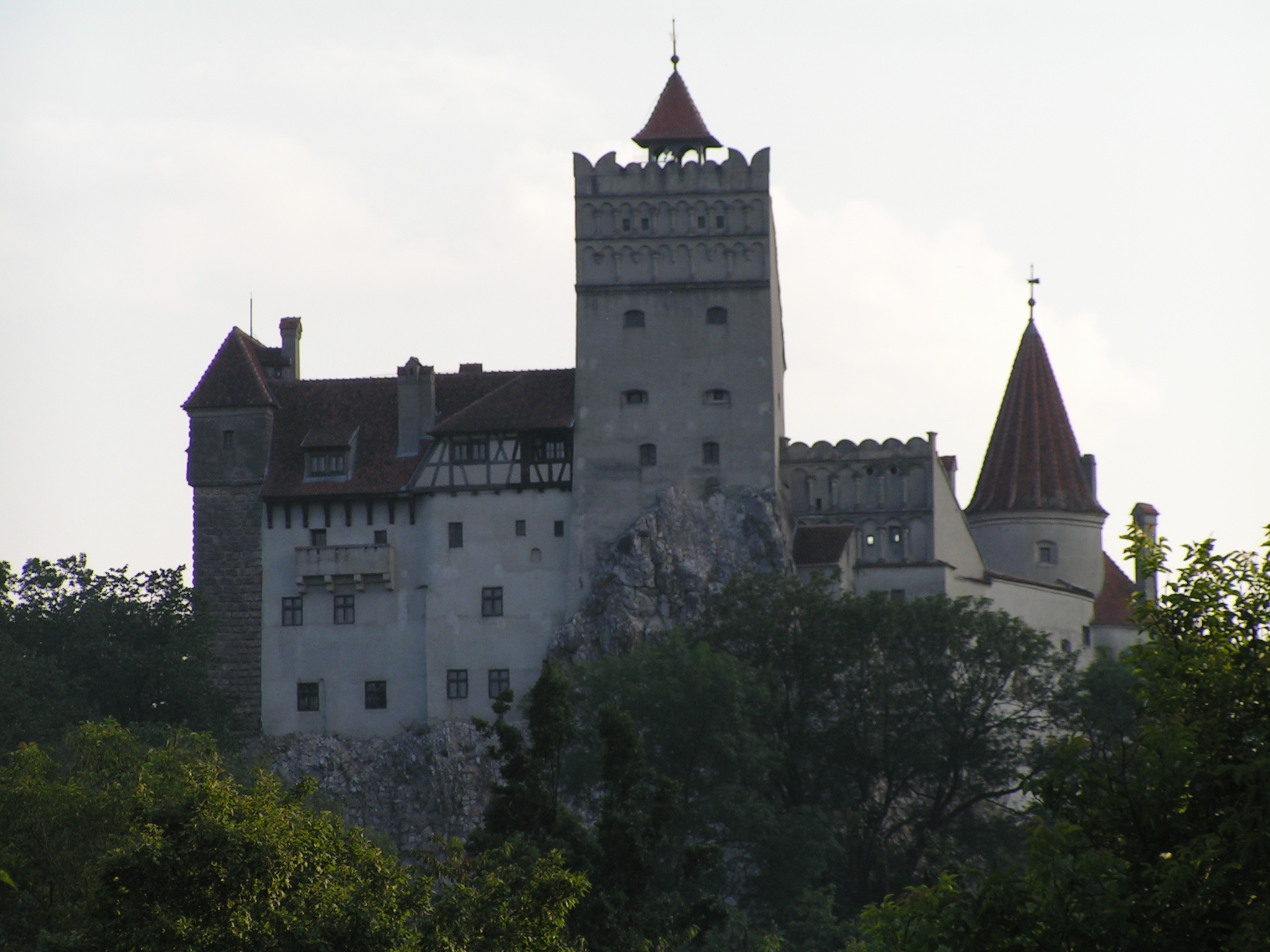
Castillo de Bran.